# Кашке Бадемджан
Кашке Бадемджан (на персийски: کشک بادنجان) е едно от най-популярните персийски предястия. Бадемджан (بادمجان) на персийски език означава патладжан, а кашк (کشک) – суроватка.
В Иран много ястия и предястия се приготвят с патладжан, каквото е и Кашке Бадемджан. Основните му съставки са патладжан и кашк, което е вид суроватка от кисело мляко. Рецептата съдържа още лук, мента, куркума, орехи и чесън.
Обикновено предястието се сервира със специален персийски хляб, наречен Лаваш, но може да се поднесе и с питка или крекери.